# Palestinabuch
Het Palestinabuch, eigenlijk Palästinabuch (Nederlands: Palestinaboek), is een naar verluidt verloren gegaan manuscript van de antisemitische pseudo-wetenschapper Herman Wirth (1885-1981), medeoprichter van de Ahnenerbe. De mythe van het verdwenen boek speelt een belangrijke rol in antisemitische theorieën die stellen dat de Joden eigenlijk uit Centraal-Azië zouden stammen en afstammelingen van de Chazaren zouden zijn.

## Herman Wirth
De titel Palästina Buch duikt voor het eerst op in Wirths uitgave van het Oera Linda-boek uit 1933. Er zijn aanwijzingen dat het beoogde geschrift was bedoeld als tegenhanger van zijn Ura Linda Chronik. Het joodse volk zou hier als het negatieve tegendeel van de door hem verheerlijkte Friese natie zijn afgeschilderd. Wirth werkte dit thema in mei 1933 uit in een grote tentoonstelling in Berlijn, onder de titel Heilbringer (Heiland), waar Adolf Hitler als redder en genezer van het Duitse volk werd afgeschilderd.
Het Palestinabuch werd voor het laatst in 1969 aangekondigd onder de titel Van de Noordzee naar het Meer van Genezareth, een toespeling op het werk van de Duitse reactionair Julius Langbehn. De ondertitel suggereerde dat het boek zou gaan over De Mythe van de Heiland en de Megalithische religie van de gekruisigde God. Dit paste in Wirths theorie dat Jezus een nakomeling zou zijn van een verdwaalde Arische stam uit het hoge noorden. De joden zouden daarentegen afstammen van een bijgelovig slavenvolk in de marges van een ondergegane Noordse beschaving in de Gobi-woestijn.
Zijn biografen noemen het onderwerp niet. Het is echter niet onmogelijk dat zijn trouwe medewerkers het manuscript al tijdens zijn leven hebben laten verdwijnen of uit de nalatenschap hebben verwijderd vanwege het openlijk antisemitische karakter. Zelfs Wirths uitgever, de neonazi Wilhelm Landig, heeft niet alles wat Wirth voor hem schreef, laten drukken.

## Miguel Serrano
Volgens de Chileense oud-diplomaat en neonazi Miguel Serrano (1917-2009), die de auteur in september 1979 sprak, moest het Palestinabuch diens magnum opus worden. De tekst was naar zijn zeggen vrijwel klaar toen de manuscripten onder verdachte omstandigheden zoek raakten:
Professor Wirth […] had onlangs een boek voltooid over de oorsprong van de joden, het resultaat van een leven lang onderzoek. Toen ik hem kende was hij 94 jaar oud, maar nog steeds levendig en alert. En juist toen, niet lang voordat hij stierf, werden de manuscripten van dit werk gestolen, hij geloofde door zijn eigen medewerkers. Marxistische infiltranten of misschien katholieken zorgden ervoor dat zijn meest waardevolle werk verdween. De wereld zal er nooit kennis van nemen. Het is een tragedie zo groot als de vernietiging van de bibliotheek van Alexandrië.
In latere publicaties geeft Serrano de schuld voor het verdwijnen van het boek aan "de Grote Samenzwering". Het boek zou de geschiedenis van het Jodendom definitief hebben opgehelderd, maar het manuscript "zal nu wel te vinden zijn in een of andere synagoge of in de onderaardse kelders onder het Vaticaan".

## Aleksandr Doegin
De bekende Russische politiek filosoof en nationalist Aleksandr Doegin (1962) publiceerde in 1993 een uitputtende studie over het werk van Herman Wirth. Hij noemde het Palestinabuch voor het eerst in een van de omstreden tv-shows die hij dat jaar met de journalist Joeri Vorobjevski maakte en beriep zich op de geheime archieven van de KGB. Wirths diepgravende analyse zou gebaseerd zijn op grootschalige opgravingen die de Ahnenerbe in Palestina zou hebben verricht:
Er is dus geen regel, geen woord in het Oude Testament dat niet zou bezwijken voor een dergelijke Hyperboreale deconstructie. Het gaat niet om het bekritiseren van de tekst. [...] Wirth bracht de religieuze lading hierin terug, hij onthulde de oorspronkelijke Hyperboreale gnosis - het ware fundament van de Oudtestamentische traditie, bevrijd van gekleurde, interpretatieve modellen. [...] Je kunt raden wat voor een werk dit was. Helaas kunnen we nu alleen maar raden naar de inhoud. [...] Al in de jaren '70, toen Wirth het bijna af had, verdween de enige voltooide editie spoorloos. Tijdens zijn afwezigheid kwamen onbekende mensen het huis binnen, zetten alles op zijn kop, maar namen alleen het Palestina Buch mee. Wirth wendde zich tot zijn leerlingen (er waren twee of drie onvoltooide exemplaren), maar ook die kregen bezoek van mysterieuze vreemden. [...] Ook al zou je alleen maar fragmenten van het Palestina Buch te pakken krijgen... Stel je voor hoe alles daardoor zou kunnen veranderen.
Doegin noemt zijn bronnen niet, maar beweert dat het manuscript duizenden pagina's telde. Volgens Vorob'evskii was het manuscript al in de jaren vijftig gestolen, waarschijnlijk door de Israëlische geheime dienst. De wetenschappelijke literatuur over de geschiedenis van de Ahnenerbe heeft geen weet van dergelijke opgravingen in Palestina. De enige activiteit betrof een verkennende reis in 1938 naar Libanon, Syrië en Irak.
Sinds deze eerste publicaties is het idee van een verdwenen naslagwerk dat de belangrijkste problemen van deze tijd had kunnen oplossen, maar dat ten gevolge van een Joods-Amerikaanse samenzwering is verdwenen, in Russische extreemrechtse kringen gemeengoed geworden. Het is kenmerkend voor een agressieve nationalistische benadering, waarin de kernwaarden van de Euraziatische beschaving worden gecontrasteerd met het door het jodendom besmette wereldbeeld van de Angelsaksische maritieme wereld.
Sinds 2018 doet het idee van een verloren Palestinabuch ook de ronde onder extreemrechtse activisten in de Verenigde Staten.

## Andere auteurs
Andere publicaties onder de titel Palästinabuch zijn van de hand van de Duits-Joodse auteurs Moscheh Ya'akov Ben-Gavriêl, Else Lasker-Schüler en Arnold Zweig.